# Willi Riedel

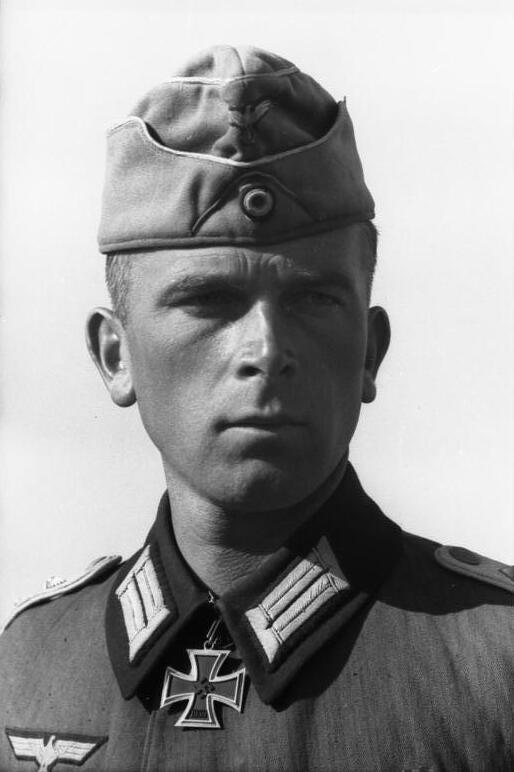
Willy Riedel in Wehrmachtsuniform, 1942

Willi Riedel (geboren 10. November 1909 in Liegnitz, Regierungsbezirk Liegnitz, Provinz Schlesien; gestorben 10. Februar 1982 in Potsdam) war ein deutscher Offizier.

## Leben
Willi Riedel absolvierte in der Weimarer Republik eine Ausbildung bei der Polizei. Er arbeitete anfangs als Wachtmeister bei der Schutzpolizei in Gleiwitz und ging später zur Wehrmacht.
Im Zweiten Weltkrieg erhielt er am 8. Oktober 1942 als Hauptmann und Führer des 3. Bataillons des Infanterie-Regiments 524 für seinen Einsatz an der Ostfront das Ritterkreuz des Eisernen Kreuzes verliehen. An der Ostfront wurde er zweimal verwundet. Am 1. Januar 1943 erfolgte seine Beförderung zum Major. Gegen Ende der Schlacht von Stalingrad geriet er in sowjetische Kriegsgefangenschaft, worauf ihm am 25. Januar 1943 in Abwesenheit für seinen Einsatz als Führer des 3. Bataillons des Grenadier-Regiments 524, welches bereits Mitte Oktober 1942 aus dem Infanterie-Regiment 524 gebildet worden war, am Brückenkopf von Demjansk das Ritterkreuz mit Eichenlaub des Eisernen Kreuzes verliehen wurde. 1944 trat er dem Nationalkomitee Freies Deutschland bei.
Nach Rückkehr im Jahre 1947 trat er der Volkspolizei bei und erreichte dort die Position des Referatsleiters in der Abteilung Schutzpolizei der Landespolizeibehörde Sachsen-Anhalt. 1949 war er Leiter einer Volkspolizei-Bereitschaft. Anschließend diente er in der Kasernierten Volkspolizei, wo er im Juni 1952 die KVP-Bereitschaft Prenzlau kommandierte. Nachfolgend kommandierte er, nun im Range eines Obersts, vom 30. Oktober 1956 bis zum 31. Dezember 1957 die 6. Mot.-Schützendivision der neu gegründeten NVA.
Gegen Dezember 1954 wurde Riedel von Oberstleutnant Rudolf Israel, einem Vertreter des Ministeriums für Staatssicherheit, unter dem Decknamen „Siegfried“ als inoffizieller Mitarbeiter angeheuert. Da Riedel aber kein Interesse zeigte für die Stasi zu spionieren, wurde er im Juli 1957 von seiner Position enthoben. Eine bestätigte Beförderung zum Generalmajor der NVA wurde daraufhin kurzfristig zurückgezogen. Nach 1957 wirkte er unter Beobachtung der Stasi im Institut für Deutsche Militärgeschichte (MGI) in Potsdam. Als stellvertretender Direktor des MGIs und Oberst ging er 1974 in den Ruhestand.